# Kornhausbrücke (Zürich)
Die Kornhausbrücke ist eine als Bogenbrücke ausgeführte Strassenbrücke in Zürich, die das Industriequartier (Kreis 5) mit dem Quartier Unterstrass (Kreis 6) verbindet. Sie ist nach der Verbindung über die Limmat zu den Kornhäusern am Limmatplatz benannt. Die Kornhausbrücke führt über den Sihlquai, die Limmat, den Lettenkanal (Wasserkraftwerk Letten), den Kloster-Fahr-Weg, die Wasserwerkstrasse und die ehemalige Bahnlinie Letten.

## Geschichte

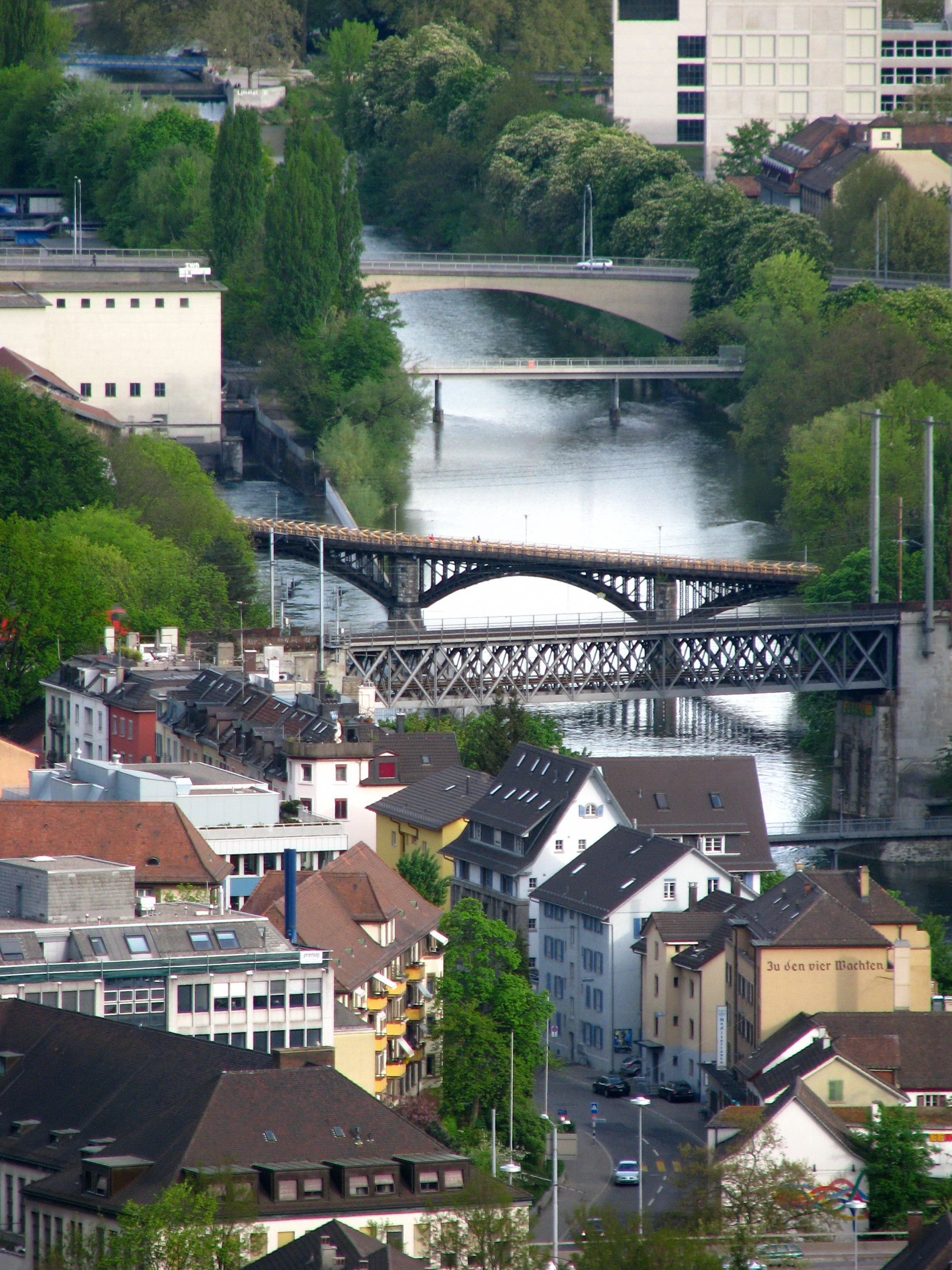
Limmatbrücken (von oben):
Kornhausbrücke
Lettensteg
Lettenviadukt
Limmatbrücke Wipkingen
Dammsteg

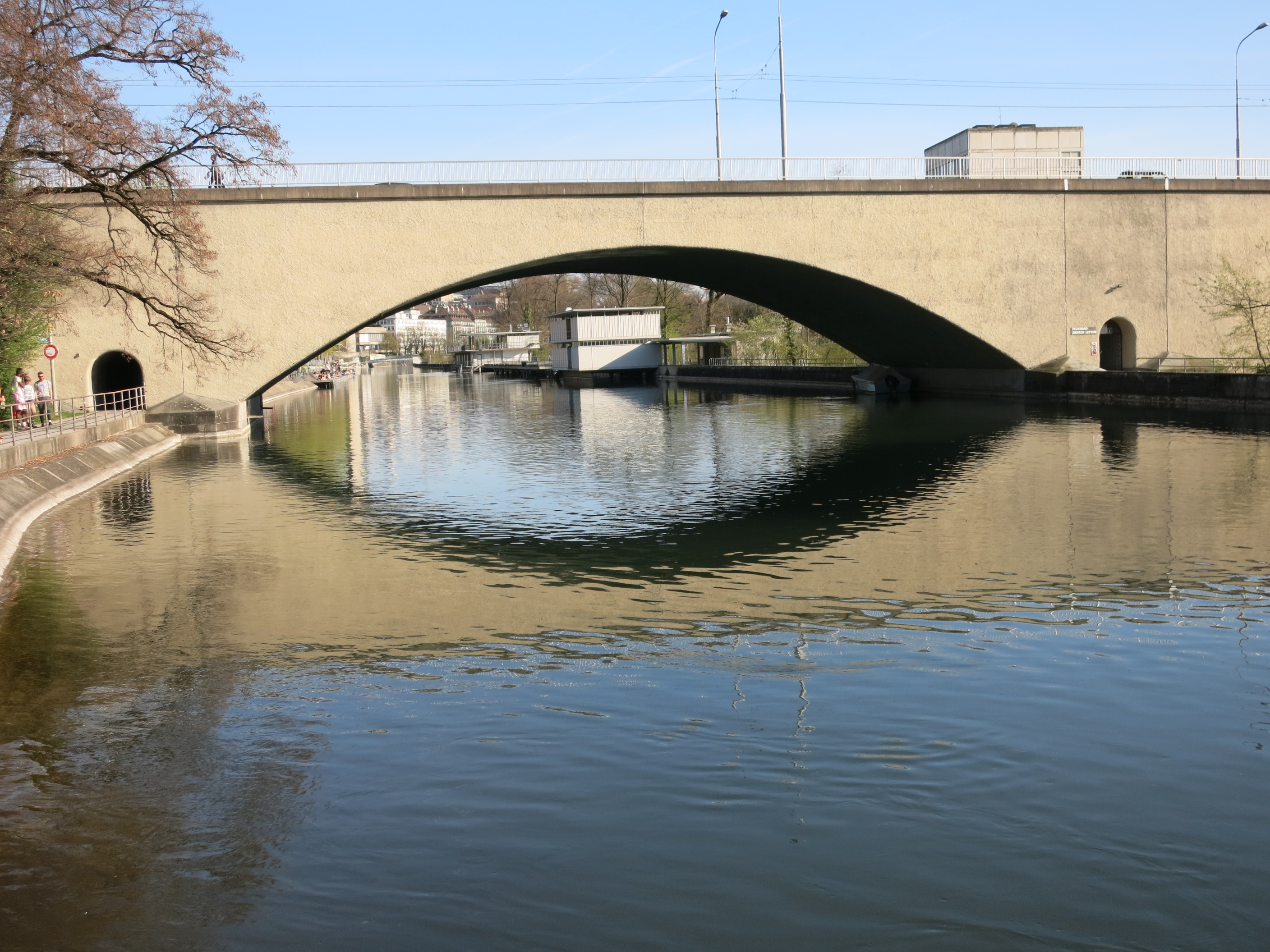
Flussaufwärts vom rechten Flussufer gesehen
Flussbad Oberer Letten im Hintergrund

Der Lettensteg als erste Verbindung für Fussgänger an dieser Stelle besteht seit 1885. 1899 wurde er an der linken Limmatseite mit einer Rampe versehen, damit er auch problemlos mit Handkarren und Kinderwagen begangen werden konnte.
Die Verbindungsachse zwischen Kornhausstrasse und Kornhausbrücke wurde bereits im Jahre 1899 geplant. Das damalige Bauamt I fand, dass kein Bedürfnis für eine solche Brücke bestehe. Die Bürgervereinigung Wipkingen und der Quartierverein Industriequartier setzten sich für diese Brücke über die Limmat ein, weil viele Menschen im Industriequartier arbeiteten und in Wipkingen (Kreis 10) auf der anderen Seite der Limmat wohnten. Sie reichten dem Stadtrat eine Petition mit 10.000 Unterschriften ein. 1927 wurde eine Betonbrücke für 1.880.000 Franken geplant. Am 20. Mai stimmten die Stimmbürger dem Objektkredit zu. Im April 1923 ging das Siegerprojekt Senkrecht zur Limmat des Architekten P. Giumini und Ingenieurs E. Rathgeb aus 25 Projekten hervor.
Mit dem Bau wurde 1928 begonnen und 1929 war die Brücke fertiggestellt. Für den Bau wurde von der Firma Heinrich Hatt-Haller AG ein 111,4 Meter langes, hölzernes Lehrgerüst mit drei Holzjochen in Ringdübelkonstruktion erstellt, das später wieder abgebrochen wurde. Die drei Holzjoche hatten eine Spannweite von 33 Metern (über den Letten- oder Wasserwerkkanal), 52,9 Metern (über die Limmat) und 25,5 Metern (über das Sihlquai). Die Fahrbahn liegt an der höchsten Stelle des Hauptbogens etwa zehn Meter über dem Niedrigwasser der Limmat. Beim Bau der Brücke wurde darauf geachtet, dass diese nicht mehr als sechs Prozent Steigung hatte, weil geplant war, darüber später eine Tramlinie zu führen. Am 18. Mai 1930 wurde die Kornhausbrücke mit einem Festumzug eingeweiht.
Während des Zweiten Weltkriegs wurde die Kornhausbrücke als Sprengobjekt vorbereitet, um bei einem drohenden Angriff auf die Limmatlinie durch feindliche Truppen diese wichtige und leistungsfähige Verkehrsachse über die Limmat zu zerstören. Das Sprengobjekt (M 2311) ersetzte die ursprüngliche Tankbarrikade (T 2484) und wurde im März 2004 deklassiert und später zurückgebaut.
Der 1995 eingeweihte Lux-Guyer-Weg führt auf dem ehemaligen Bahntrassee von der Kornhausbrücke zum Jugendkulturhaus Dynamo.

## Urbanes Klippenspringen
Die Kornhausbrücke ist mit einer Höhe von etwa zehn Metern ein beliebtes Objekt für Klippenspringen genauso wie die nahen Anlagen des Kraftwerks Letten. Dabei bieten die Uferwege und das nur 100 Meter flussaufwärts liegende Flussbad Oberer Letten und die gegenüberliegende Liegewiese eine ideale Tribüne für hunderte Zuschauer. Zugang zur Kornhausbrücke erfolgt über die Treppe „Lux Guyer-Weg“ beim Bike-Park.